# Дегазатор бурового розчину

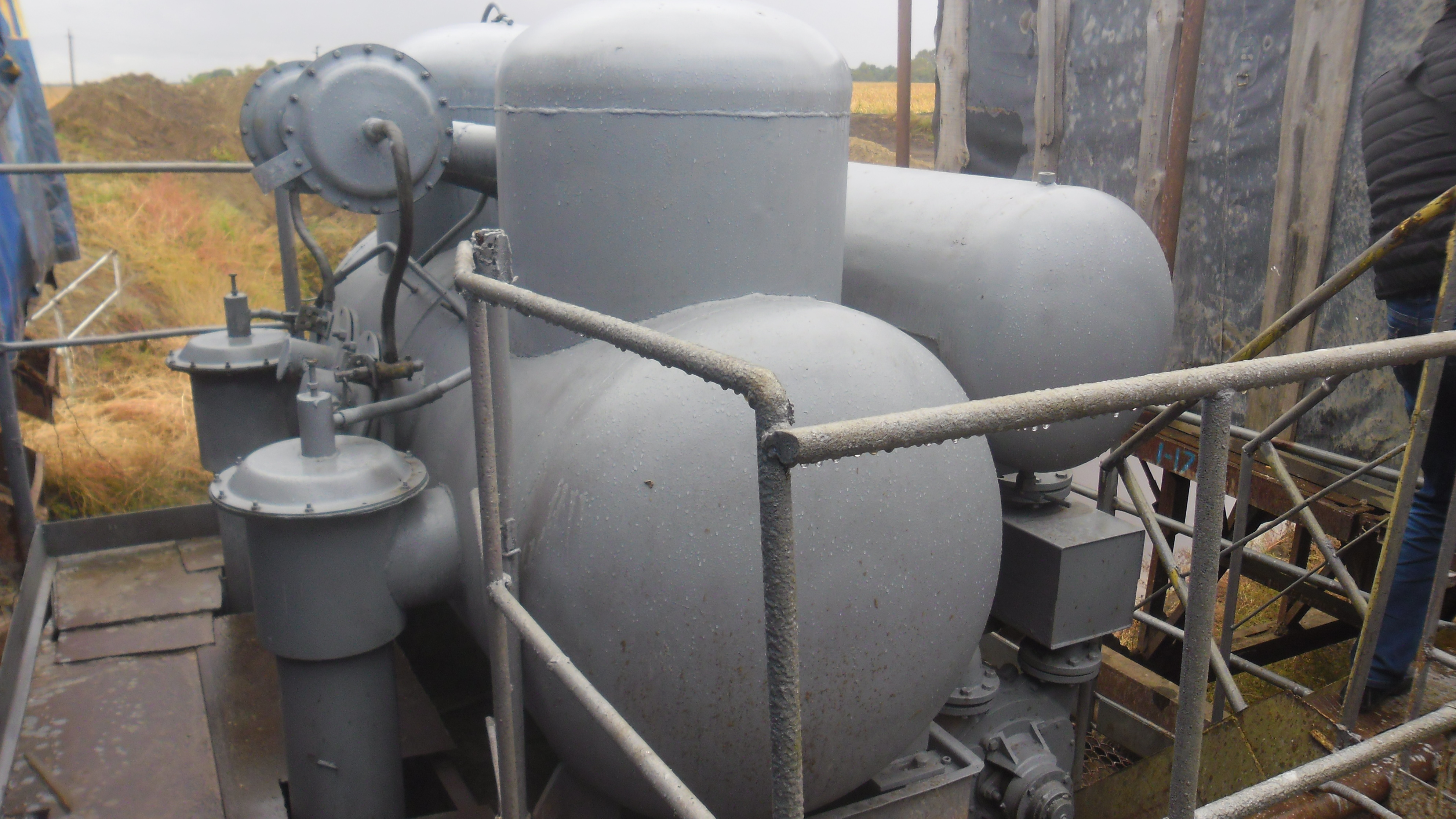
Дегазатор бурового розчину.

Дегазатор бурового розчину — сепаратор (фото) газовмісного бурового розчину призначений для фазового розділення газорідинного газовмісного бурового розчину з пластовим флюїдом, повернення бурового розчину в циркуляційну систему бурової установки, направлення потоку газової фази на розсіювання в атмосферу або на факельний стояк для спалювання.

## Загальний опис
Дегазатор виконує наступні функції: — відновлення густини бурових промивальних рідин після їх грубої очистки від вибуренной породи; — виділення з промивальної рідини попутних газів і спрямування їх у газоповітряну лінію; — використання першим ступенем очищення промивальної рідини від газу, або другим ступенем після газового сепаратора (в разі буріння при рівноважному і незбалансованому тиску у свердловині).
За конструктивними і технологічними особливостями дегазатори поділяються на: — вакуумні; — відцентрово-вакуумні; — атмосферні.
Дегазатори вакуумного типу за механізмом роботи діляться на дегазатори циклічної і безперервної дії.
Вакуумні дегазатори циклічної дії являють собою автоматизовані установки, в основі яких двохкамерна герметична ємність. Камери включаються послідовно при запуску золотникового пристрою Їх продуктивність по розчину досягає 25 — 60 л / с.
Вакуумні дегазатори безперервної дії представлені горизонтальними циліндричними ємностями з похилими пластинами, розташованими у верхніх частинах цих ємностей. Механізм роботи: промивальна рідина аерується, під дією вакууму надходить в камеру і там дегазується, утворюючи тонкий шар на пластинах циліндричних ємностей.
В основі дегазатора відцентрово-вакуумного типу — циліндричний вертикальний корпус. Промивальна рідина, що дегазується, розбризкується на стінки цього корпусу (промивальна рідина надходить у підвідний трубопровід під дією вакууму). Продуктивність таких дегазаторів доходить до 50,5 л / с.
В атмосферному дегазаторі промивальна рідина виділяється радіально на стінки циліндричної вертикальної камери. В результаті удару і розпилення газ, що виділився, йде в атмосферу або відсмоктується повітредувкою. Продуктивність таких дегазаторів може доходити до 38 л / с.

## Окремі різновиди
У практиці буріння широко використовують вакуумні дегазатори.
Дегазатори вакуумного типу за механізмом роботи діляться на дегазатори циклічної і безперервної дії.
Вакуумні дегазатори циклічної дії являють собою автоматизовані установки, в основі яких двохкамерна герметична ємність. Камери включаються послідовно при запуску золотникового пристрою Їх продуктивність по розчину досягає 25 — 60 л / с.
Вакуумні дегазатори безперервної дії представлені горизонтальними циліндричними ємностями з похилими пластинами, розташованими у верхніх частинах цих ємностей. Механізм роботи: промивальна рідина аерується, під дією вакууму надходить в камеру і там дегазується, утворюючи тонкий шар на пластинах циліндричних ємностей.
В основі дегазатора відцентрово-вакуумного типу — циліндричний вертикальний корпус. Промивальна рідина, що дегазується, розбризкується на стінки цього корпусу (промивальна рідина надходить у
підвідний трубопровід під дією вакууму). Продуктивність таких дегазаторів доходить до 50,5 л / с
В атмосферному дегазаторі промивальна рідина виділяється радіально на стінки циліндричної вертикальної камери. В результаті удару і розпилення газ, що виділився, йде в атмосферу або відсмоктується повітредувкою. Продуктивність таких дегазаторів може доходити до 38 л / с.